# Беллозгуардо
Беллозгуардо, Беллозґуардо (італ. Bellosguardo) — муніципалітет в Італії, у регіоні Кампанія, провінція Салерно.
Беллозгуардо розташоване на відстані близько 290 км на південний схід від Рима, 105 км на південний схід від Неаполя, 60 км на південний схід від Салерно.
Населення — 794 особи (2014).
Щорічний фестиваль відбувається 29 вересня. Покровитель — святий Михайло.

## Демографія
Населення за роками:

Станом на 1 січня 2023 року в муніципалітеті офіційно проживало 60 іноземців з 10 країн, серед них 14 громадян країн Євросоюзу.

## Сусідні муніципалітети
- Акуара
- Фелітто
- Лаурино
- Оттаті
- Рошиньо
- Сант'Анджело-а-Фазанелла